# 延边朝鲜族自治州图书馆
42°54′5.5″N 129°27′52.67″E / 42.901528°N 129.4646306°E
延边朝鲜族自治州图书馆，简称延边图书馆、延图，是一座位于中国吉林省延边朝鲜族自治州延吉市的图书馆，同时也是中国唯一的朝鲜文文献收藏中心。现任馆长为金赫。

## 历史
延边图书馆始建于1949年2月，1955年1月6日被吉林省政府正式命名为“延边朝鲜族自治州图书馆”，是延边朝鲜族自治州第一个公共图书馆，也是中国少数民族地区建立较早的地级图书馆之一。1999年被中华人民共和国文化部命名为国家一级图书馆:384。
2008年，延边图书馆在延吉市西部重新规划了总面积约12920平方米的新馆舍（即中国朝鲜族图书馆），投资金额为2300万元人民币。2012年，时为延边朝鲜族自治州成立60周年，延边州共确定了19项重大民生工程，其中包括延边图书馆改造工程。经过4年的建设后，新馆舍于2012年9月2日举行启动仪式，中国国家图书馆副馆长詹福瑞向延图赠送了10万册图书。同月6日，延图正式对外开放。

## 运营
延边朝鲜族自治州图书馆是中国唯一的朝鲜文文献收藏中心，现有藏书40万册，其中朝鲜文献8万余册，中外文普通图书30万册，古籍7000余册，地方文献5000余册，中外文报刊2000余种:384。2003年，图书馆引进了ILASII大型国际版图书馆自动化管理系统，接入10M光纤，组建了延边图书馆网站:384。
延边图书馆实行全年365天开馆制度，常年举办各种读者活动，如9月2日“朝鲜语言文字日”、4月23日“延边图书馆读书节”、寒暑假“三点半”公益学堂等:384。

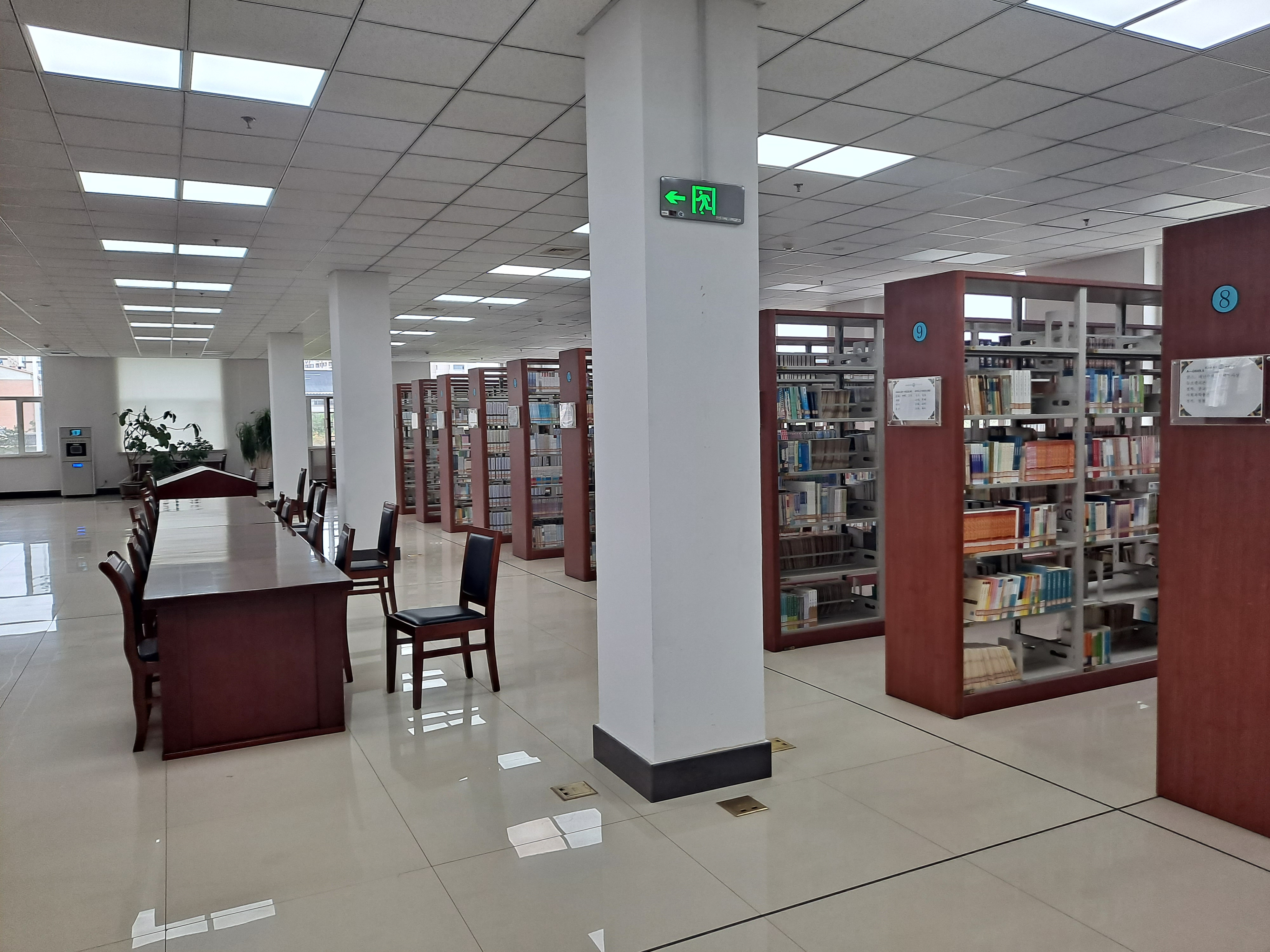
延边图书馆朝文图书阅览室
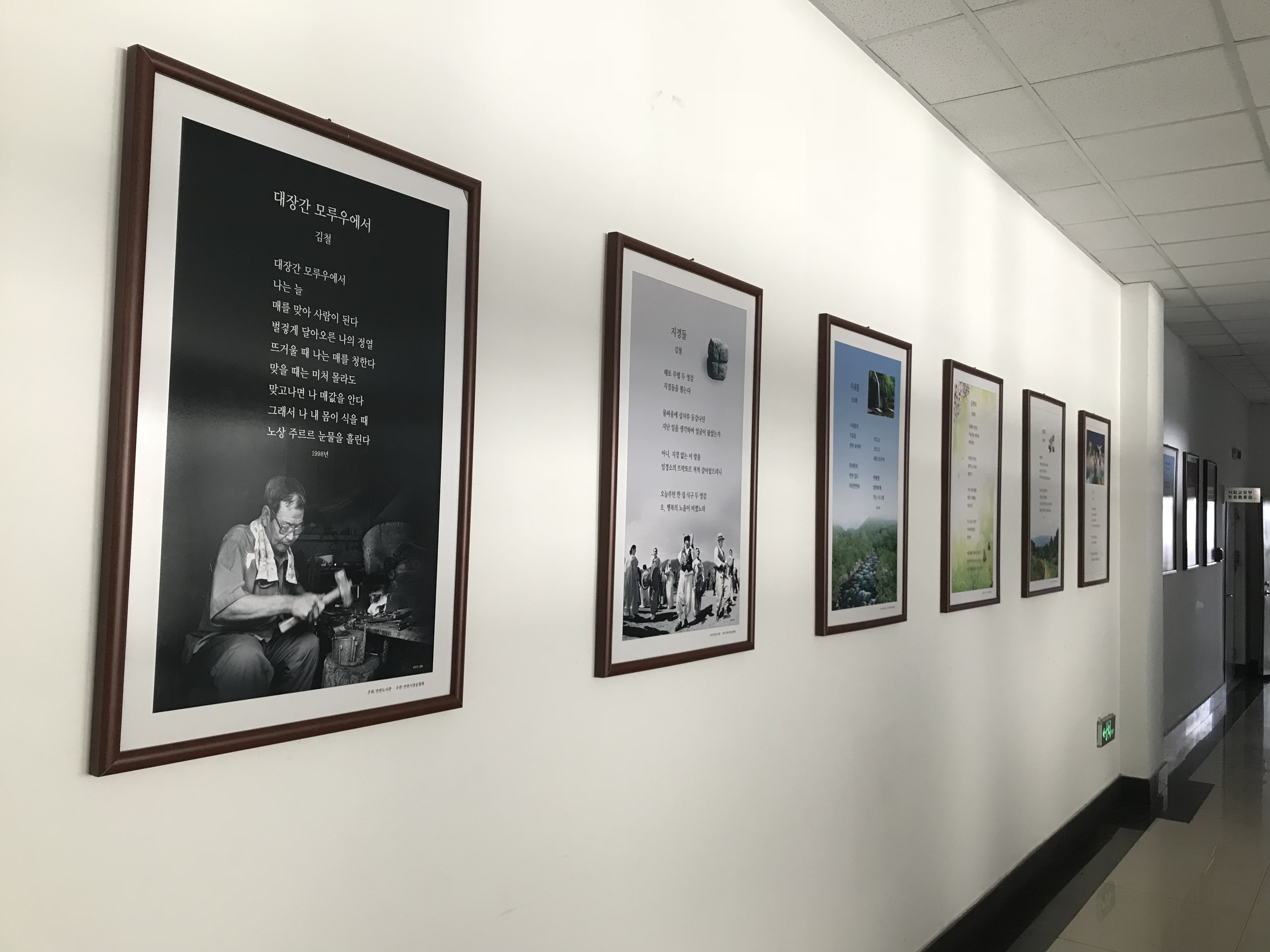
延边图书馆内展览的朝鲜文诗歌
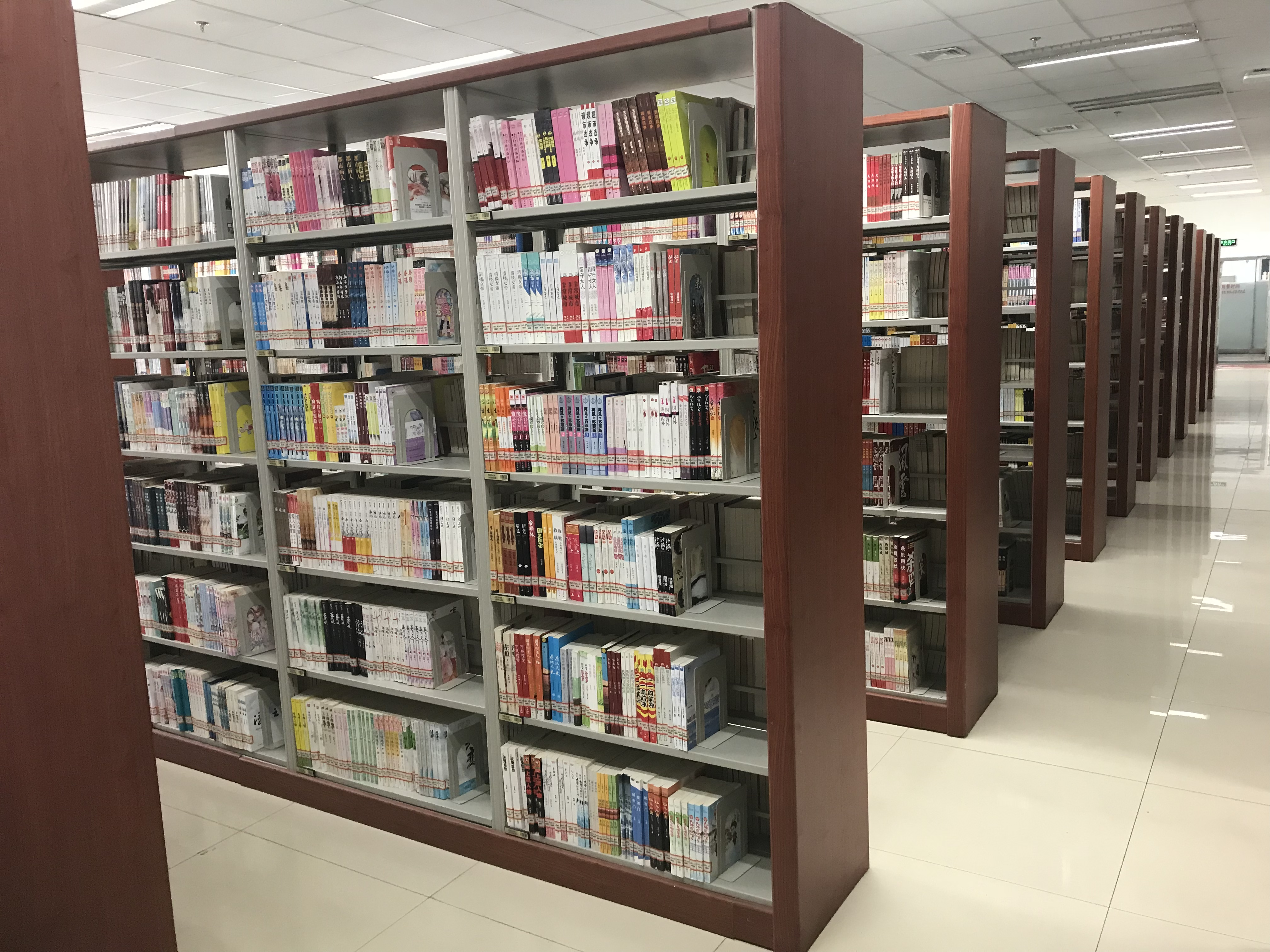
延边图书馆中文馆藏书
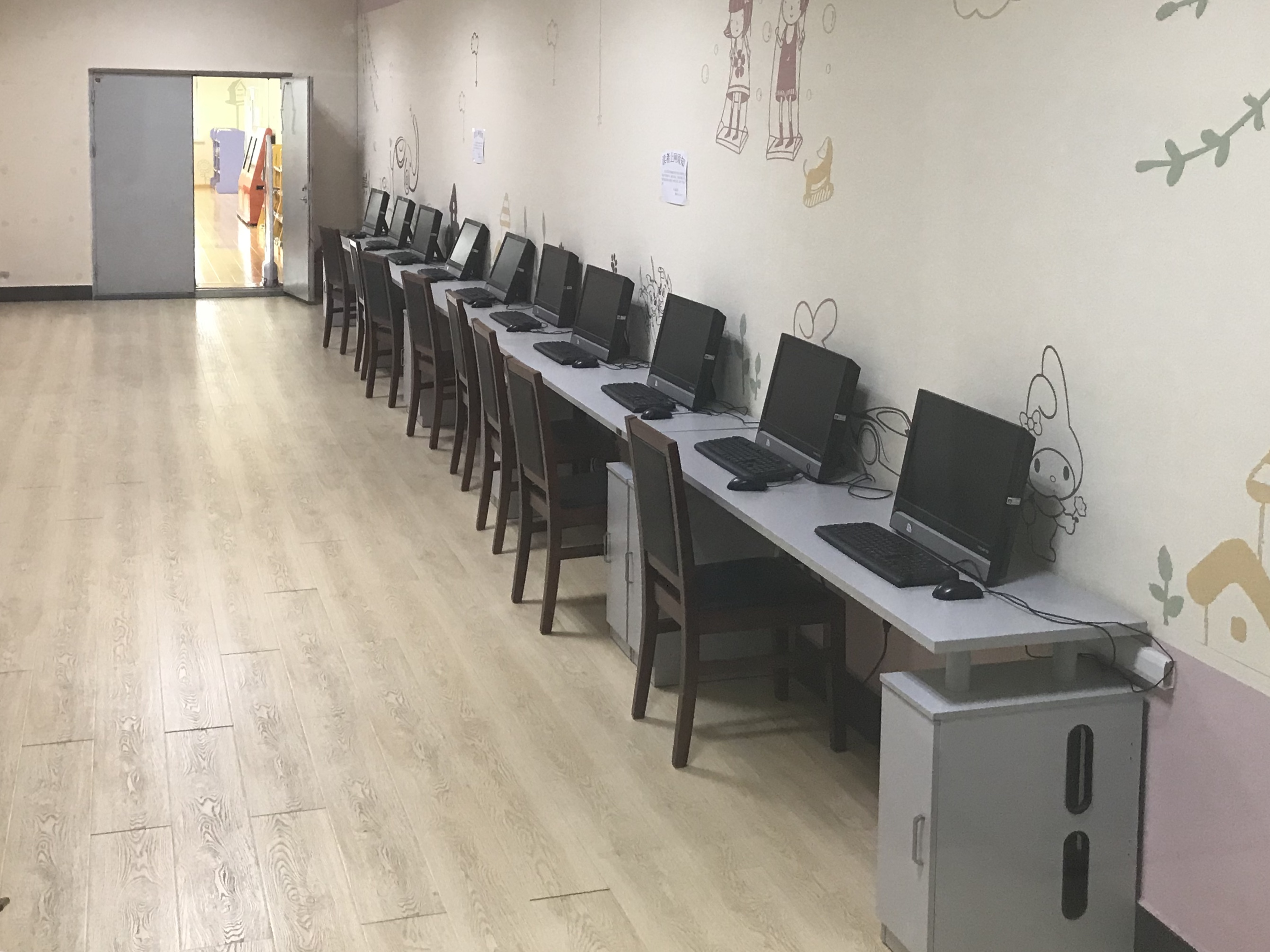
延边图书馆亲子馆